# Calydia metalligera
Calydia metalligera är en fjärilsart som beskrevs av Druce. Calydia metalligera ingår i släktet Calydia och familjen nattflyn. Inga underarter finns listade i Catalogue of Life.